# Rivière Ossipee
La Rivière Ossipee est une rivière de 29,3 km de longueur dans l'est du New Hampshire et l'ouest du Maine aux États-Unis. C'est un affluent de la Rivière Saco, qui coule vers le sud-est vers l'océan Atlantique à Saco, dans le Maine.
La rivière Ossipee commence au village d'Effingham Falls, au New Hampshire, à la sortie de Berry Bay, la plus en aval d'une chaîne de lacs reliée au Lac Ossipee. La rivière, qui coule vers l'est, forme la frontière entre les villes d'Effingham et de Freedom. Entrant dans le Maine, la rivière continue de servir de frontière municipale, d'abord entre Porter et Parsonsfield, puis entre Hiram et Cornish. Kezar Falls, un village dans la ville de Porter, forme une communauté importante le long de la rivière, avec deux barrages de retenue.
La route 25 suit la rivière sur toute sa longueur.